# Lolkje Hoekstra
Lolkje Hoekstra (Hijlaard, 3 september 1968) is een Fries schrijver van verhalen en toneelstukken.

## Gewonnen prijzen[1]
- 1993: Rely Jorritsmapriis, Under de lindebeamen
- 1994: Rely Jorritsmapriis, De fisk
- 1995: Rely Jorritsmapriis, Alfa Romeo, in lust foar de leafhawwer

- Digitale Bibliotheek voor de Nederlandse Letteren: hoek019
- International Standard Name Identifier: 0000 0000 5277 0040
- Library of Congress Control Number: nr99013913
- Nederlandse Thesaurus van Auteursnamen: 092694381
- Virtual International Authority File: 26983436
- WorldCat: E39PBJwhBvjMtdRfVxDGqJg9Xd